# Asón-Agüera
Asón-Agüera es una comarca de Cantabria (España). Se encuentra en los cursos altos de los ríos Asón y Agüera, muy cerca del límite autonómica oriental. Abarca la cuenca por la que discurre el río Asón y sus afluentes como el río Gándara. Limita al este con el País Vasco (provincia de Vizcaya), al sur con Castilla y León (provincia de Burgos), al oeste con los Valles Pasiegos y al norte con la Costa Oriental y Trasmiera.
A pesar de que ya existe una ley de comarcalización de Cantabria, esta todavía no ha sido desarrollada por lo tanto la comarca no tiene entidad real.
La actual comarca formó parte de los territorios históricos de los Valles de Soba, Ruesga y Villaverde, y de la Merindad de Vecio (Junta de Parayas, Villas de Laredo, Seña y Limpias, y Valle de Guriezo).
La población total de la comarca alcanza la cifra de 14 240 habitantes, según datos del INE del año 2006 (ver tabla). Según los datos del mismo año, sus tres núcleos más poblados, de mayo a menor, son: Ampuero (3951), Ramales de la Victoria (2333) y Guriezo (2101). Y sus tres núcleos menos poblados, de menor a mayor, son: Valle de Villaverde (373), Arredondo (558) y Rasines (999).

## Municipios de la comarca
- Ampuero
- Arredondo.
- Guriezo.

- Limpias.
- Ramales de la Victoria.
- Rasines.
- Ruesga.
- Soba.
- Valle de Villaverde.

## Geografía

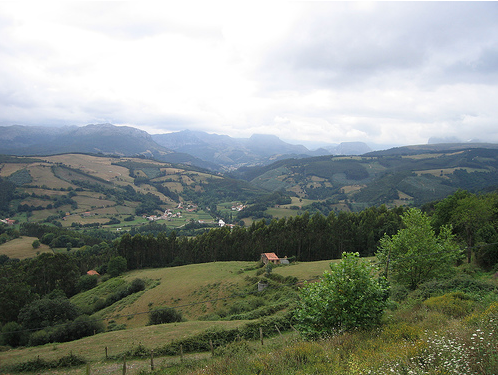
Valle del Asón.

### Valle del Asón
El valle del Asón destaca por sus escabrosos macizos calizos, que albergan en su interior una extraordinaria riqueza espeleológica, así como majestuosos e interesantes centenarios bosques de hayas, robles y encinas, sin duda los más notables de la zona oriental de Cantabria. Cabe destacar sus bellos paisajes de montaña a los que se unen los valles con verdes praderías.

### Valle de Soba
Este valle es recorrido por el río Gándara, afluente del Asón. Los límites históricos y municipales de Soba exceden a los del valle geográficamente entendido, e incluyen también la cabecera del Asón, la margen derecha del valle del río Miera (Valdició localidad del municipio de Soba) y la margen izquierda del valle del río Calera, limítrofe con la provincia de Vizcaya.

## Destacado
- Zona arqueológica de Ramales (Ramales de la Victoria).
- Cueva del Valle (Rasines).
- Arboreto de Liendo

## Galería

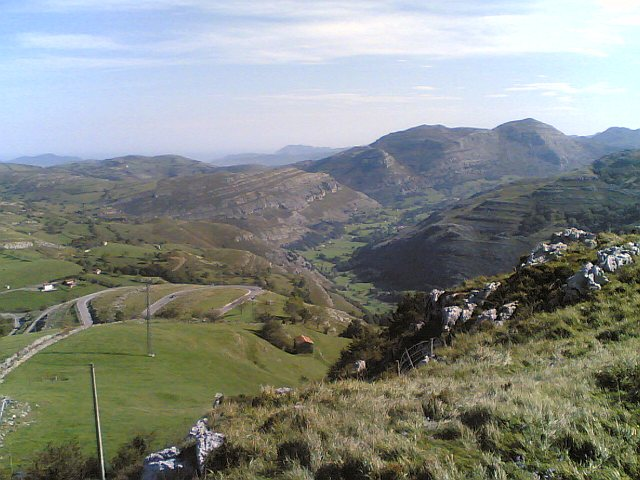
Valle de Matienzo en Ruesga.
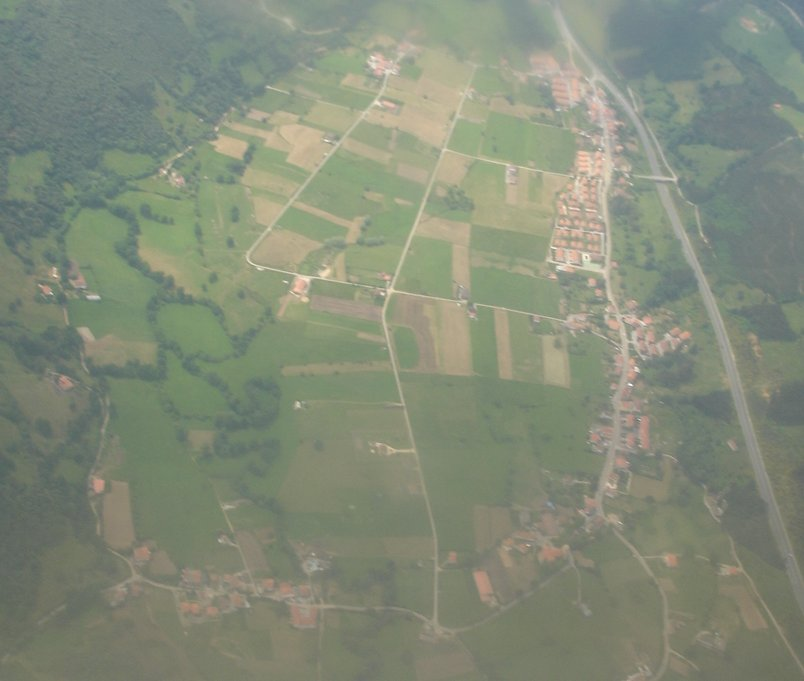
Vista aérea de Rasines.
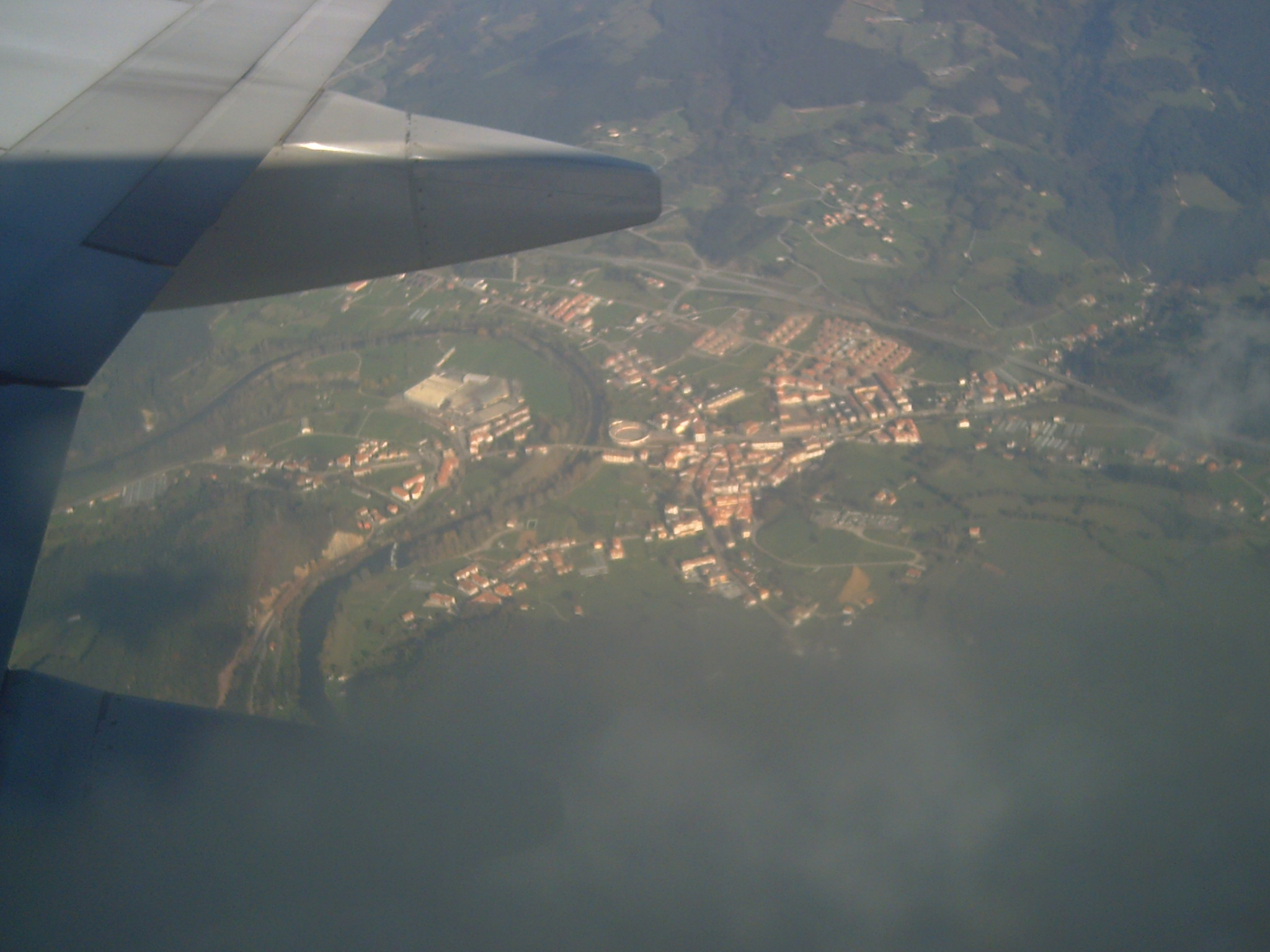
Vista aérea de Ampuero.
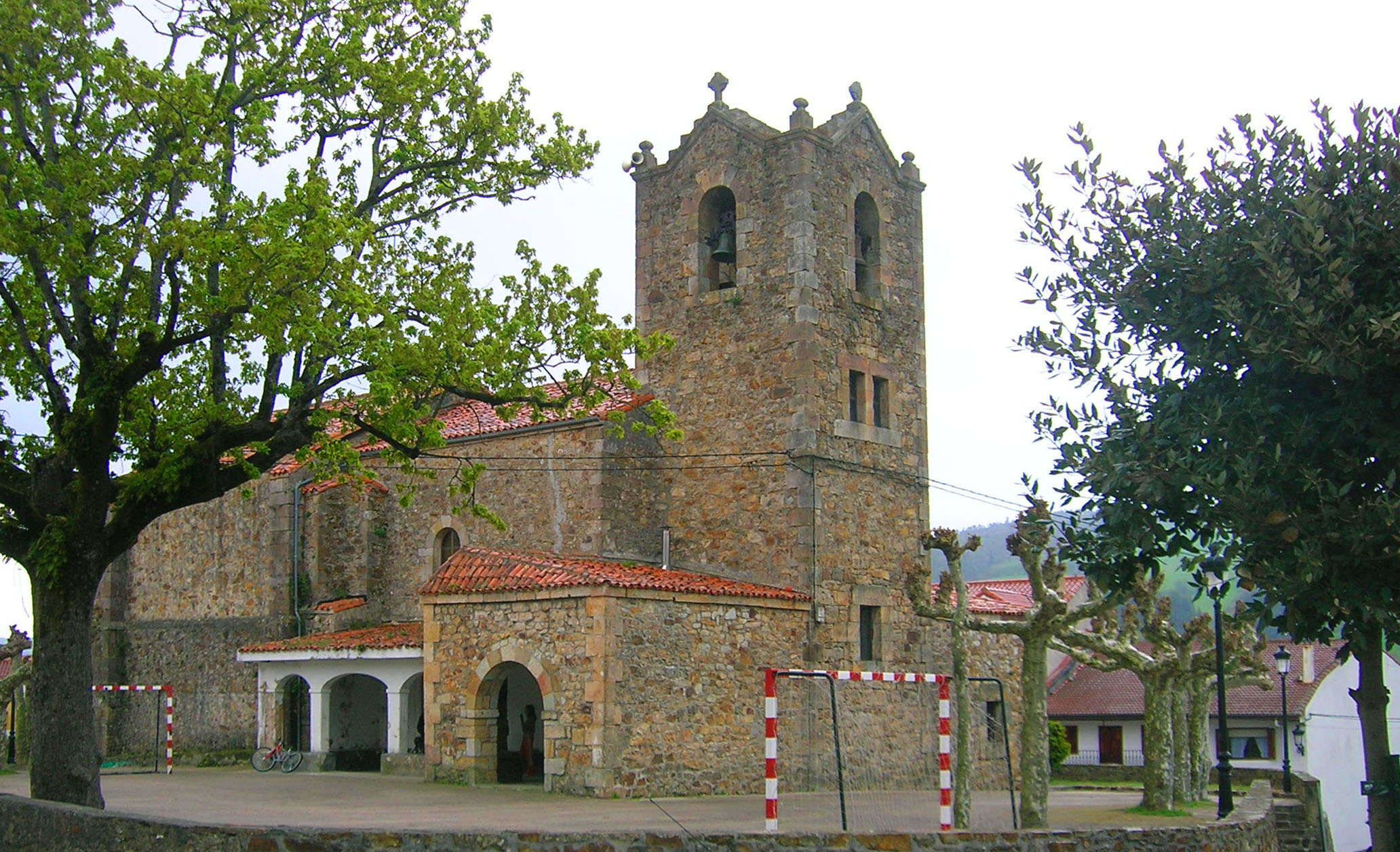
Iglesia de la localidad de Seña, en Limpias.